# Speyeria nokomis
Speyeria nokomis är en fjärilsart som beskrevs av Edwards 1862. Speyeria nokomis ingår i släktet Speyeria och familjen praktfjärilar. Inga underarter finns listade i Catalogue of Life.